# Neuvillalais
Neuvillalais és un municipi francès situat al departament del Sarthe i a la regió de País del Loira. L'any 2007 tenia 553 habitants.

## Demografia

### Població
El 2007 la població de fet de Neuvillalais era de 553 persones. Hi havia 210 famílies de les quals 47 eren unipersonals (39 homes vivint sols i 8 dones vivint soles), 58 parelles sense fills, 89 parelles amb fills i 16 famílies monoparentals amb fills.
La població ha evolucionat segons el següent gràfic:
Habitants censats

### Habitatges
El 2007 hi havia 251 habitatges, 209 eren l'habitatge principal de la família, 30 eren segones residències i 13 estaven desocupats. 250 eren cases i 1 era un apartament. Dels 209 habitatges principals, 156 estaven ocupats pels seus propietaris, 52 estaven llogats i ocupats pels llogaters i 1 estava cedit a títol gratuït; 1 tenia una cambra, 13 en tenien dues, 19 en tenien tres, 50 en tenien quatre i 126 en tenien cinc o més. 165 habitatges disposaven pel capbaix d'una plaça de pàrquing. A 86 habitatges hi havia un automòbil i a 114 n'hi havia dos o més.

### Piràmide de població
La piràmide de població per edats i sexe el 2009 era:
| Homes | Edats   | Dones |
| ----- | ------- | ----- |
| 0     | 95 o +  | 0     |
| 0     | 90 a 94 | 4     |
| 8     | 85 a 89 | 4     |
| 0     | 80 a 84 | 0     |
| 4     | 75 a 79 | 0     |
| 12    | 70 a 74 | 4     |
| 12    | 65 a 69 | 20    |
| 16    | 60 a 64 | 16    |
| 20    | 55 a 59 | 16    |
| 0     | 50 a 54 | 8     |
| 8     | 45 a 49 | 16    |
| 16    | 40 a 44 | 8     |
| 12    | 35 a 39 | 8     |
| 16    | 30 a 34 | 16    |
| 20    | 25 a 29 | 12    |
| 8     | 20 a 24 | 16    |
| 28    | 15 a 19 | 4     |
| 20    | 10 a 14 | 8     |
| 12    | 5 a 9   | 4     |
| 12    | 0 a 4   | 12    |

## Economia
El 2007 la població en edat de treballar era de 337 persones, 269 eren actives i 68 eren inactives. De les 269 persones actives 259 estaven ocupades (141 homes i 118 dones) i 11 estaven aturades (5 homes i 6 dones). De les 68 persones inactives 25 estaven jubilades, 24 estaven estudiant i 19 estaven classificades com a «altres inactius».

### Ingressos
El 2009 a Neuvillalais hi havia 209 unitats fiscals que integraven 577,5 persones, la mediana anual d'ingressos fiscals per persona era de 17.001 €.

### Activitats econòmiques
Dels 11  establiments que hi havia el 2007, 1 era d'una empresa extractiva, 4 d'empreses de construcció, 1 d'una empresa de transport, 1 d'una empresa d'hostatgeria i restauració, 1 d'una empresa immobiliària, 1 d'una empresa de serveis, 1 d'una entitat de l'administració pública i 1 d'una empresa classificada com a «altres activitats de serveis».
Dels 4 establiments de servei als particulars que hi havia el 2009, 1 era un paleta, 1 guixaire pintor, 1 fusteria i 1 restaurant.
L'any 2000 a Neuvillalais hi havia 31 explotacions agrícoles que ocupaven un total de 1.860 hectàrees.

## Equipaments sanitaris i escolars
El 2009 hi havia una escola elemental integrada dins d'un grup escolar amb les comunes properes formant una escola dispersa.

## Poblacions més properes
El següent diagrama mostra les poblacions més properes.